# Hebius ishigakiense
Hebius ishigakiense är en ormart som beskrevs av Malnate och Munsterman 1960. Hebius ishigakiense ingår i släktet Hebius och familjen snokar. Inga underarter finns listade i Catalogue of Life.
Arten förekommer på Ryukyuöarna som tillhör Japan. Honor lägger inga ägg utan föder levande ungar.